# Rain Dances
Rain Dances is het vijfde studioalbum van de Britse muziekgroep Camel.

## Aanloop
In de tournee volgende op Moonmadness zag bassist Doug Ferguson wel wat in een saxofoon als aanvulling van de band. Hij vroeg Mel Collins, voorheen van Cirkus en King Crimson, de band te versterken. Helaas betekende dat even later het eind voor Ferguson in Camel. Door de komst van Collins (geen familie van Phil Collins) kreeg de muziek een jazzyer output, en Andy Ward, die toch al complexere muziek wilde spelen, greep zijn kans om de band meer de jazzkant op te sturen. Officieel verliet Ferguson in januari 1977 de band.
Tegelijkertijd drong Decca aan op een opvolger voor het relatief succesvolle album Moonmadness. Zonder vaste bassist ging Camel de studio in en zo kwam het dat de eerste twee opgenomen tracks "Tell me" en "Skylines" als bassist Andrew Latimer kregen. Ze vallen dan ook op bij dit album, waarbij Latimer op het album liet vermelden "sore fingers" on "Skyline". Even later kwam bassist Richard Sinclair de gelederen versterken, begenadigd bassist, maar tevens goed bij stem. Sinclair kwam van Caravan en Hatfield and the North; eerst als invaller, maar hij beviel zo goed dat hij vast bandlid werd. Sinclairs stijl was zeker toen duidelijk herkenbaar; hij had een meer vloeiende stijl dan Ferguson. De baspartij op dit album zorgde dan ook voor de verdere muzikale ommekeer in de muziek van de band.
Rhett Davies, geluidstechnicus bij hun vorige album, werd nu de producent, en er kwam een nieuwe geluidstechnicus: Dave Hutchins, later producent van Genesis.

## Musici
- Andrew Latimer – zang, gitaar, basgitaar en dwarsfluit
- Peter Bardens – keyboards, orgel, talking drum, autoclaxon en andere geluiden
- Andy Ward – slagwerk en percussie
- Richard Sinclair – basgitaar, zang
- Mel Collins – altsaxofoon, tenorsaxofoon, klarinet, basklarinet, dwarsfluit, basfluit en sopraansaxofoon (op Rain Dances);

met
- Martin Drover – trompet (6) en flugelhorn (8)
- Malcolm Griffiths – trombone (6) en (8)
- Eno – keyboards op (7)
- Fiona Herbert – harp op (7)

## Composities
1. First light (4:59) (Bardens, Latimer)
2. Metrognome (4:19) (Bardens, Latimer)
3. Tell me (4:07) (Bardens, Latimer)
4. Highways of the sun (4:30) (Bardens, Latimer) (laatste van kant 1 van elpee)
5. Unevensong (5:35) (Bardens, Latimer, Ward)
6. One of these days I’ll get an early night (5:34) (Camel)
7. Elke (4:28) (Latimer)
8. Skylines (4:26) (Bardens,Latimer,Ward)
9. Rain Dances (2:58) (Bardens, Latimer) (laatste van kant 2 van elpee)
10. Highways of the sun (4:00) singleversie
11. First light (5:01) live
12. Metrognome (4:55) live
13. Unevensong (5:47) live
14. Skylines (5:36) live
15. Highways to the sun (4:59) live
16. One of these days I’ll get an early night (4:12) live

## Uitgaven
In 1977 kwam de elpee onder TXS-R 124 uit. De persing had te lijden onder de dynamiek van de band. Bij de compactdiscuitgave Deram 820725 van 26 augustus 1991 werd de singleversie van "Highway to the sun" bijgeperst. Op 2 februari 2004 kwam de eerste geremasterde versie op de markt. Op 19 mei 2009 volgde de luxe geremasterde editie (Decca 5314610), met delen van een concert opgenomen voor de BBC.

## Allerlei
- "Highway to the sun" kwam 23 september (aangepast) als single uit met op de B-kant "Tell me"; de single bleef onbekend in Nederlandse hitlijsten.
- De aansluitende tournee begon op 30 september 1977 in het Hammersmith Odeon in Londen en bracht Camel ook naar Theater Carré in Amsterdam.

## Bron
- drie uitgaven van Rain Dances